# Вольное (Пятихатский район)
Вольное (укр. Вільне) — село, Савровский сельский совет, Пятихатский район, Днепропетровская область, Украина.
Код КОАТУУ — 1224585903. Население по переписи 2001 года составляло 479 человек.

## Географическое положение
Село Вольное находится в 2-х км от правого берега реки Демурина, на расстоянии в 0,5 км от села Балковое, в 1,5 км от села Савро.
По селу протекает пересыхающий ручей с запрудой. Рядом проходит железная дорога, станция Савро в 1,5 км.